# Gat (kibuc)
Gat (hebrejsky גַּת, v oficiálním přepisu do angličtiny Gat (Qibbuz)) je vesnice typu kibuc v Izraeli, v Jižním distriktu, v Oblastní radě Jo'av.

## Geografie
Leží v nadmořské výšce 144 metrů v pobřežní nížině, v regionu Šefela. Jižně od vesnice protéká řeka Lachiš, na severní straně je to vádí Nachal Guvrin. Na západní straně začíná vádí Nachal Komem.
Obec se nachází 22 kilometrů od břehu Středozemního moře, cca 49 kilometrů jižně od centra Tel Avivu, cca 45 kilometrů jihozápadně od historického jádra Jeruzalému a 3 kilometry severovýchodně od města Kirjat Gat. Gat obývají Židé, přičemž osídlení v tomto regionu je etnicky převážně židovské.
Gat je na dopravní síť napojen pomocí lokální silnice číslo 353, jež západně od vesnice ústí do dálnice číslo 40. Západně od vesnice probíhá též železniční trať z Tel Avivu do Beerševy, která zde ale nemá stanici. Podél východního okraje kibucu vede dálnice číslo 6 (Transizraelská dálnice).

## Dějiny

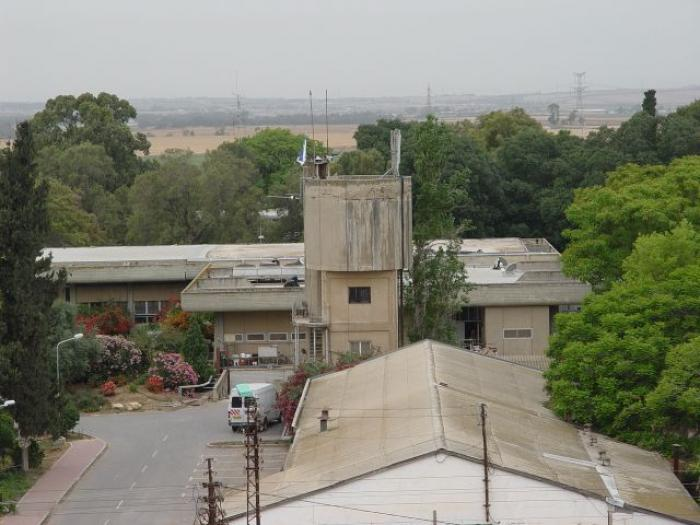
Rezervoár na vodu v kibucu Gat

Gat byl založen v roce 1941. Podle jiného zdroje došlo ke vzniku kibucu až v únoru 1942. Jeho zakladateli byli členové sionistického mládežnického hnutí ha-Šomer ha-Ca'ir, kteří do tehdejší mandátní Palestiny přišli z Polska, Jugoslávie a Rakouska.
Koncem 40. let měl kibuc rozlohu katastrálního území 4 980 dunamů (4,98 kilometrů čtverečních). Během války za nezávislost v roce 1948 probíhaly v této oblasti těžké boje soustředěné okolo arabské vesnice al-Faludža, kde se nacházela koncentrace egyptských invazních jednotek. Kibuc byl tehdy obléhán a vystaven trvalému ostřelování. Děti a ženy byly v průběhu bojů evakuovány. V roce 1949 oblast ovládla izraelská armáda a evakuovaní se vrátili do svých domovů. Roku 1950 začala obnova zničené vesnice. Populaci zároveň posílila další osadnická skupina z Brazílie.
Roku 1952 byly poblíž vesnice zřízeny umělé vodní nádrže pro chov ryb. Roku 1953 se otevřel plavecký bazén. Roku 1962 byla obec napojena na Národní rozvaděč vody. Roku 1976 byla otevřena nová společná jídelna a roku 1982 nový plavecký bazén. Od roku 1986 tu funguje nové zdravotní středisko. Počátkem 90. let 20. století procházela vesnice hospodářskou krizí. V roce 1988 zavedl kibuc rodinnou výchovu a zrušil společné ubytování dětí. Počátkem 21. století pak proběhla privatizace kibucu, kdy jsou jeho členové odměňováni individuálně, podle vykonané práce. Místní ekonomika je založena na zemědělství (polní plodiny, pěstování citrusů, chov dobytka) a potravinářském průmyslu (firma Primor - produkce ovocných džusů). Část obyvatel za prací dojíždí mimo obec. Vesnice prochází stavební expanzí o 28 nových rodinných domů. Roku 1997 zde byla otevřena základní škola určená i pro děti z okolních vesnic.
Kibuc dostal název po stejnojmenném sídlu Gat, které se v tomto regionu rozkládalo ve starověku.

## Demografie
Podle údajů z roku 2014 tvořili naprostou většinu obyvatel v Gat Židé (včetně statistické kategorie "ostatní", která zahrnuje nearabské obyvatele židovského původu ale bez formální příslušnosti k židovskému náboženství).
Jde o menší obec vesnického typu s dlouhodobě stagnující populací. K 31. prosinci 2014 zde žilo 703 lidí. Od roku 2008 ovšem populace prudce rostla. V roce 2014 stoupla o 4,9 %.
| Rok            | 1948 | 1961 | 1972 | 1983 | 1995 | 2001 | 2003 | 2004 | 2005 | 2006 | 2007 | 2008 | 2009 | 2010 | 2011 | 2012 | 2013 | 2014 |
| -------------- | ---- | ---- | ---- | ---- | ---- | ---- | ---- | ---- | ---- | ---- | ---- | ---- | ---- | ---- | ---- | ---- | ---- | ---- |
| Počet obyvatel | 356  | 430  | 440  | 515  | 435  | 385  | 398  | 378  | 370  | 389  | 388  | 381  | 535  | 601  | 634  | 639  | 670  | 703  |